# Johann von Venningen (Faut)
Johann von Venningen (auch Hans oder Johann der Ältere genannt; † 1425) war der Begründer der linken Neidensteiner Linie der Herren von Venningen. Er war spätestens ab 1420 Faut des kurpfälzischen Oberamtes Heidelberg.

## Familie
Johann von Venningen war der Sohn von Johann von Venningen († 1394), Faut zu Wildberg im Dienst des Grafen von Hohenberg-Wildberg, und der Anna Elisabeth von Osweil. Johann hatte vier Geschwister: darunter Anna, Johann der Jüngere (der Einäugige), kurpfälzischer Faut auf dem Steinsberg und Elisabeth († 1438). Johann heiratete Agnes von Lautern, mit der er sechs Kinder hatte: Hugo, Eberhard, Dietrich († 1439), Domherr in Würzburg, Johann († 1432), Hofmeister in Heidelberg, Conrad († 1428), Deutschordensritter, und Anna.

## Leben
Die erste überlieferte Erwähnung von Johann von Venningen datiert von 1392, als er von Graf Eberhard dem Milden von Württemberg als Lehen das halbe Dorf Schöckingen erhält. Dieses Lehen wurde ihm 1401 bestätigt.
Johann von Venningen war seit 1401 am Heidelberger Hof tätig und gehörte zur Leibwache von König Ruprecht, als Pfalzgraf Ruprecht III., bei seinem Romzug. In dieser Zeit tritt Johann als Siegler für Ruprecht auf. Nachweislich war er seit 1420 Vogt in Heidelberg, wahrscheinlich aber schon ab 1405, und seine Zuständigkeit war der Schutz und die Handhabung der Zentgerichte in der Meckesheimer und Stüber Zent sowie der Einzug der Gefälle. Hans lieh dem König auch Geld und als Pfand diente ein Teil der Stadt Kaub.
1407 verkaufte König Ruprecht I. an die Brüder Johann der Ältere und Johann der Jüngere bzw. der Einäugige die Städte und Schlösser Wildberg, Bulach, die Feste Feuerbach und die Dörfer Rudenberg und Waldeck für 7.500 Gulden.
1408 gehörte Johann von Venningen als Rat zum Schiedsgericht, das den Streit zwischen der Ritterschaft vom St. Georgenschild und der Stadt Konstanz einerseits und den Städten St. Gallen und Appenzell andererseits schlichten sollte.
1422 kaufte Johann mit seinem Bruder Johann der Jüngere von Albrecht von Venningen, vom Eschelbronner Zweig der Familie, dessen Anteil an Neidenstein. Dadurch entstand die linke Neidensteiner Linie, begründet durch Johann der Ältere, und die rechte Neidensteiner Linie, begründet durch Johann der Jüngere.